# Rodinný dům na Červeném kopci
Rodinný dům na Červeném kopci je dům ve Štýřicích v Brně, jehož návrh je dílem architekta Zdeňka Fránka (Fránek Architects). Rodinný dům byl navržen pro sestru architekta Fránka a jeho realizace probíhala mezi lety 1996 a 2005, celková zastavěná plocha je 191 m² a udávané náklady dosáhly 7 000 000 Kč.

## Poloha pozemku
Rodinný dům stojí v horní části podélné parcely na Kamenné ulici a šplhá až na samotný vrchol Červeného kopce, ze kterého je výhled na panorama Brna. V dolní části parcely stojí dům architekta Fránka. Zajímavou vlastností obou domů je absolutní nadmořská výška atik, která je u obou domů stejná. Ani jeden z domů tak nepřevyšuje druhý. Půdorysná stopa domu sestry se promítá do části dispozice Fránkova domu. Pozemek se nachází na severním svahu kopce. V horní části parcely je akátová džungle, před domem je zahrada s meruňkovým sadem.

## O architektuře
Hmotu domu ovlivnila skutečnost, že interiér bylo potřeba prosvětlit dostatečným množství denního světla. Hlavní společenská část je průběžně zasklená a má tvar kužele. Vila je třípodlažní. Hlavní vstup v suterénu sousedí s kruhovou garáží pro tři auta, která dále pokračuje přes technickou místnost do tělocvičny. Vstupné prostory nejsou prostorově luxusní, dům samotný se skládá ze dvou hlavních částí - ze společenské a soukromé. Hlavní obytný prostor obsahuje různé zákoutí s rozličnými funkcemi, která mají vytvářet zajímavý celkový dojem. Kuchyně je od obývací části oddělená pouze jemnou nerezovou sítí. Jídelní stůl se nachází u velkorysé prosklené stěny – toto umožňuje přímý kontakt s terasou na jižní straně. Obývací část se rozkládá okolo krbu ve středu kužele. Jižní stěna obývacího pokoje se táhne přes dvě podlaží domu.
Vila má v exteriérech plastické tvary, jižní terasa je z části zakrytá přesahem střechy, která svojí kompozicí napomáhá k ucelení hmoty. 
Jako stavební materiál byla použita kombinace monolitického železobetonu a zdiva (cihla, tvárnice Ytong). Z tvárnic bylo vyzděné obvodové zdivo a vnitřní příčky. Podlahy jsou z travertinu s podlahovým vytápěním. Solární kolektory zabezpečují ohřev vody.